# Кінбурнська коса
46°33′31″ пн. ш. 31°31′40″ сх. д. / 46.55861111° пн. ш. 31.52777778° сх. д.
Кінбу́рнська коса́ — піщана коса, розташована в Миколаївському районі Миколаївської області за 4,0-7,5 км від Очакова, вона є продовженням Кінбурнського півострова та частково відділяє Чорне море від Дніпровсько-Бузького лиману. 

## Етимологія
Топонім «Кінбурнська коса» походить від тюркської назви населеного пункту (татарського аулу) й фортеці, що був утворений на косі між лиманом і морем. За часів Османської імперії в турків його назва звучала як «Кілбурун», де kіl (турец.) – волос, burun (турец.) – ніс,  звідси – «волосяний ніс», «гострий ніс». У болгарів, також за часів Османської імперії, його назва записувалася у формі «Кълбурун». Після завоювання Російською імперією півдня сучасної території України ця назва була трансформована в російське «Кинбурн». Досить часто під поняттям «Кінбурнська коса» розуміють всю територію Кінбурнського півострова, де коса охоплює лише його крайню північно-західну частину.

## Розташування
В адміністративному відношенні Кінбурнська коса, як і частина Кінбурнського півострова, належать до території Миколаївської області. У XV ст. — першій половині XIX ст. на території коси існувала османська, пізніше російська фортеця Кінбурн (Кінбург), від якої, візуально, залишився на даний час ледве помітний рів, що проходить від берега Чорного моря до берега Дніпровсько-Бузького лиману. У кінцевій (дистальній), гіпсометрично низинній, частині коси її територія підходить до Кінбурнської протоки, яка відділяє косу від переважно крутих берегів у межиріччі Березань – Південний Буг і зокрема Очаківського півострова. Кінбурнська протока – стратегічно важливий об’єкт України, який є місцем зв’язків між портами Чорного моря і портами Миколаєва й Херсона, адже по дну протоки проходить Бузько-Дніпровсько-лиманський морський (судноплавний, прохідний) канал, що має протяжність 81,4 км і глибину 11,2 м. За 2,4 км від коси, майже по середині протоки, знаходиться насипний острів Первомайський. З морського боку коси 5-метрова ізобата проходить паралельно косі на відстані 0,5-1,0 км, така ж ізолінія з боку лиману проходить на відстані 0,1-0,8 км у районі дистальної частини коси й 3,4 км по меридіану від острова Первомайського до Кінбурнської коси. 

## Природні особливості
Кінбурнська коса (площа – 418,4 га) — одне з найбільших морських акумулятивних утворень північно-західної частини Чорного моря, яке 8,5-км. смугою відділяє Чорне море від Дніпровсько-Бузького лиману. Своєю кореневою частиною коса примикає до Кінбурнського півострова, основою якого є Кінбурнська арена – один із семи піщаних масивів Олешківських пісків (Кривульченко, 2024). Довжина лінії примикання коси до Кінбурнської арени дорівнює 3,8 км. У межах північно-західної частини Чорного моря Кінбурнська коса розглядається як складова єдиної динамічної системи Кінбурнська коса – Камбальна й Суха коси – острів Круглий – острів Довгий, живлення якої значною мірою відбувається за рахунок абразії морськими водами Кінбурнської арени.  Гіпсометрично територія Кінбурнської коси є яскраво вираженим низинним акумулятивним утворенням, де абсолютні відмітки до 0,7 м, рідше до 1 м, є домінуючими і лише в прикореневій лиманно-морській терасовій зоні, поблизу лінії примикання до аренної зони, вони збільшуються максимально до 1,5 м. Лише зрідка плоскорівнинність коси порушується наявністю дуже дрібних западин з несуттєвими за площею озерцями, а також наявністю в кореневій частині коси системи берегових валів. Конфігурація та напрями валів показують, що процес формування Кінбурнської коси відбувався під суттєво більшим впливом потоків наносів, які були спрямовані з боку Дніпра, ніж з боку моря (Кривульченко, 2016). Гіпсометрично найнижчою (0,1-0,3 м) є крайня південна коренева частина коси, де сформовано три солоних озера овальної конфігурації, довжиною до 50-100 м, а також віяло голоценових берегових валів. Дистальна ділянка коси суттєвих змін у часі не зазнає, що обумовлено стабілізуючою дією двох барж, які були затоплені в середині минулого століття як з боку моря (1943 р.), так і лиману (1960 р.). Баржа з лиманного боку певний час слугувала пристанню для катерів.

## Природоохоронний статус

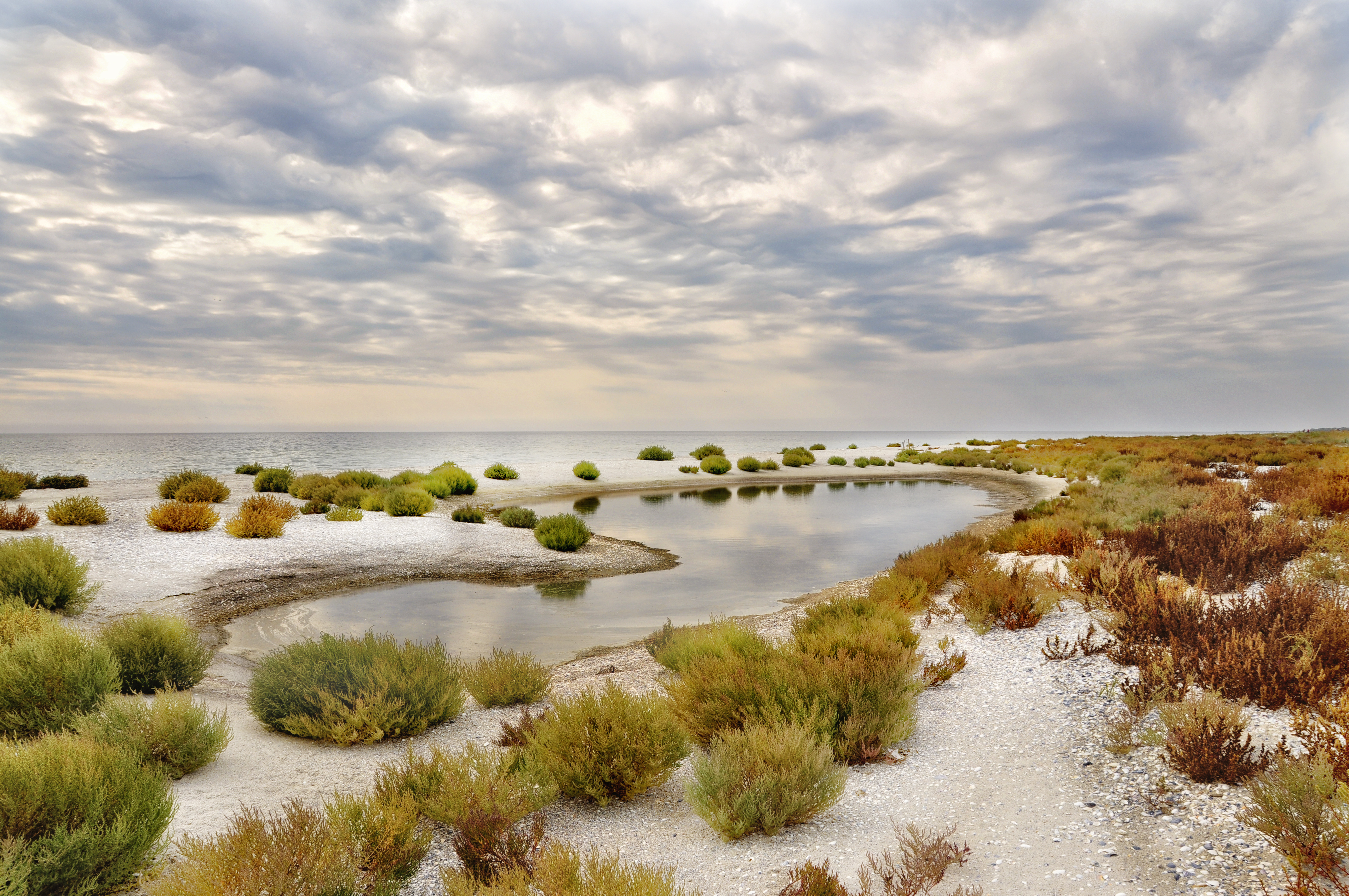
Кінбурнська коса восени

Кінбурнська коса — ц е важлива ланка приморського екокоридору, місце масового пташиного гніздування. В кореневій частині коси розміщується багатовидова колонія мартинових. Загальна чисельність гніздового комплексу тут перевищувала 1 тис. пар. У 2023 році Миколаївська ОДА профінансувала видання Еколого-фауністичного довідника «Птахи Кінбурнської коси», в якому наведені довідки про 283 птахів, що до початку вторгнення Росії мешкали на території півострова.

## Історія
З середини XV століття Кінбурнський півострів належав до Кримського ханства, його населяли ногайські племена, що перебували у васальній залежності від кримського хана. Кінбурнський півострів був надійним і зручним військово-стратегічним форпостом для володарювання над гирлом лиману. Тому на косі, навпроти Ячи-Кале (сучасного Очакова), османами була збудована Кінбурнська фортеця. Кінбурнська коса неодноразово ставала місцем протистоянь турків і козаків. Під командуванням Петра Сагайдачного з 1606 по 1616 роки козацькі чайки, здійснювали успішні походи біля гирла лиману. У 1696 році 1740 запорожців під командуванням кошового отамана Якова Мороза, загін Ореста Чалого, повертаючись після досить успішного набігу на Гезлев, були перехоплені турецьким флотом та змушені висадитись на Кінбурнську косу. Там вони прийняли нерівний бій в урочищі «Кучугури Сагайдачного». Отамана Чалого стратили одразу ж на місці бою, а полонені козаки були відправлені до Очакова для подальшого обміну. Незважаючи на майже постійну ворожнечу, півострів пізніше був вольницею козаків, де вони заготовляли сіль, ловили рибу, займались мисливством. Після руйнування Запорозької Січі в 70-ті роки XVIII століття та створення Нової Січі на просторах Олешківських пісків, Кінбурнський півострів набув статусу самостійної адміністративно-територіальної одиниці, яка називалася Прогнойською паланкою. У 1737 році Кінбурнську фортецю тимчасово захопили війська Російської імперії під командуванням фельдмаршала Бургарда-Крістофа Мініха). Після підписання Кючук-Кайнарджийського мирного договору в 1774 році, османи назавжди передали Кінбурн Російській імперії. Але вже в серпні 1787 року султан Селім III порушив умови договору та оголосив Росії війну. Російський генерал-аншеф Олександр Суворов 1 жовтня 1787 року відбив турецький десант в 4 тис. бійців на косу. Протягом червня 1788 року відбулось декілька морських битв росіян з османами, що були виграні завдяки допомозі героя війни за незалежність США Поля Джонса, який розташував на косі артилерійську батарею з 12 гармат. У битві був поранений і згодом унаслідок цього помер отаман Сидір Білий. У жовтні 1855 під час Кримської війни фортеця була суттєво пошкоджена артилерійським вогнем англо-французького флоту, з того часу її не відновлювали і як військовий об'єкт не використовували. Пізніше за умовами Паризької мирної угоди фортеця була розібрана і з її матеріалів був насипаний штучний острів Батарейний (нині Первомайський, Майський) на вході до Дніпровсько-Бузького лиману. Після Першої світової війни, в березні 1919 року, війська колишньої Антанти, покинувши Очаків, перебазувалися на Кінбурнську косу. В 1920 косу окупували війська російського «білого» воєначальника Петра Врангеля. У Другу світову війну, в 1941 році, майже 1000 радянських солдатів і ще 600 поранених, під прикриттям батарей острову Майський, есмінця «Незаможник» та канонерки «Червоний Аджаристан» перейшли на другу лінію оборони на Кінбурнській косі. Потім півострів окупували німецькі та румунські війська. 3-5 грудня 1943 року 70-й і 71-й гвардійські полки Другої Ударної Армії відвоювали косу.

### Російсько-українська війна
Станом на початок 2025 р. Кінбурнська коса окупована російськими загарбниками і є місцем активної концентрації військової техніки, з якої протягом останніх трьох років ведеться систематичний обстріл м. Очакова і загалом півдня України. В березні 2022 року, російські війська окупували косу, щоб заблокувати рух із портів Херсона й Миколаєва, та вели обстріли Очакова. В ході контрнаступу ЗСУ в листопаді 2022 року Кінбурнська коса лишилася єдиною окупованою росіянами частиною Миколаївської області. На початку червня 2023 року коса тимчасово стала островом унаслідок підриву російськими окупаційними силами Каховської ГЕС і подальшого затоплення берегів Дніпра нижче за течією. 9 серпня 2024 року спецпризначенці Головного управління розвідки Міністерства оборони України здійснили рейд на окуповану ворогом Кінбурнську косу. В результаті було знищено десятки російських солдатів і техніку].
Тоді ж, у серпні 2024 року, заступник командира ворожої ДРГ «Дніпро» та колишній радник ватажка «ЛНР» з відродження «козацтва» Сергій Юрченко зізнався перед дітьми у селищі Костянтинівка в Запорізькій області, що російські військові використовують хижих птахів на Кінбурській косі як антидронову зброю.

## Галерея

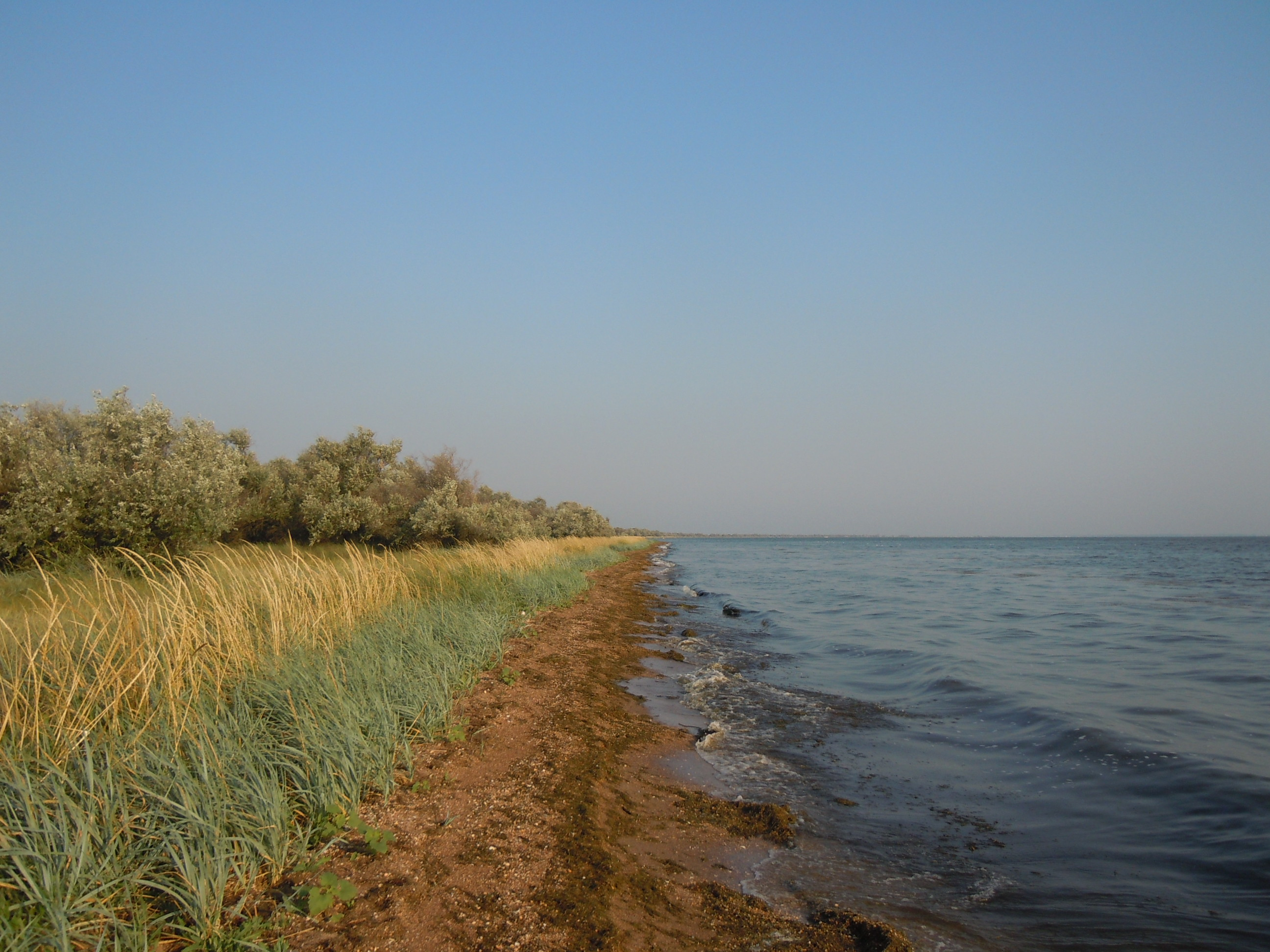
Узбережжя коси з боку лиману
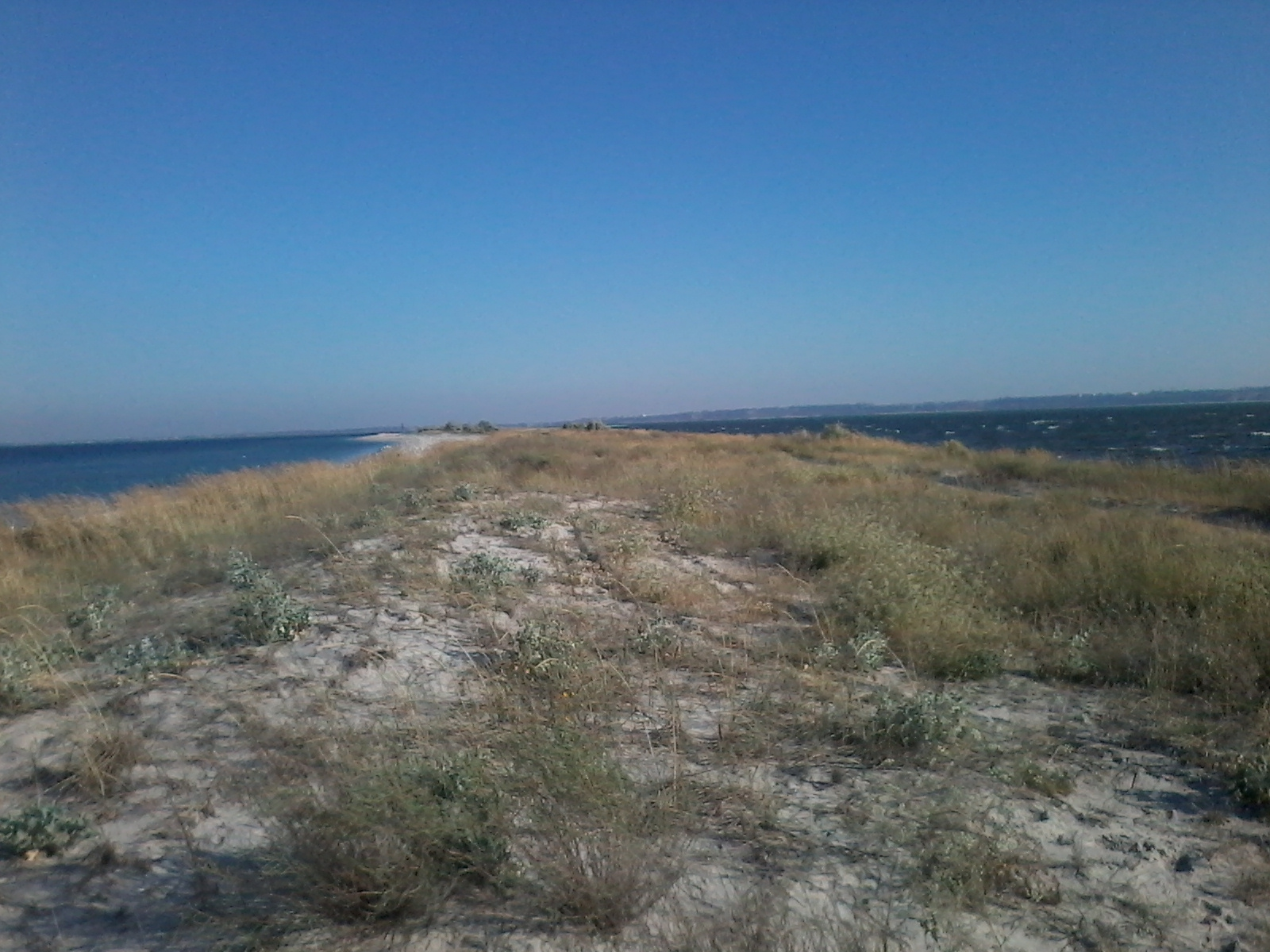
Кінець Кінбурнської коси (праворуч — лиман, ліворуч — Чорне море)
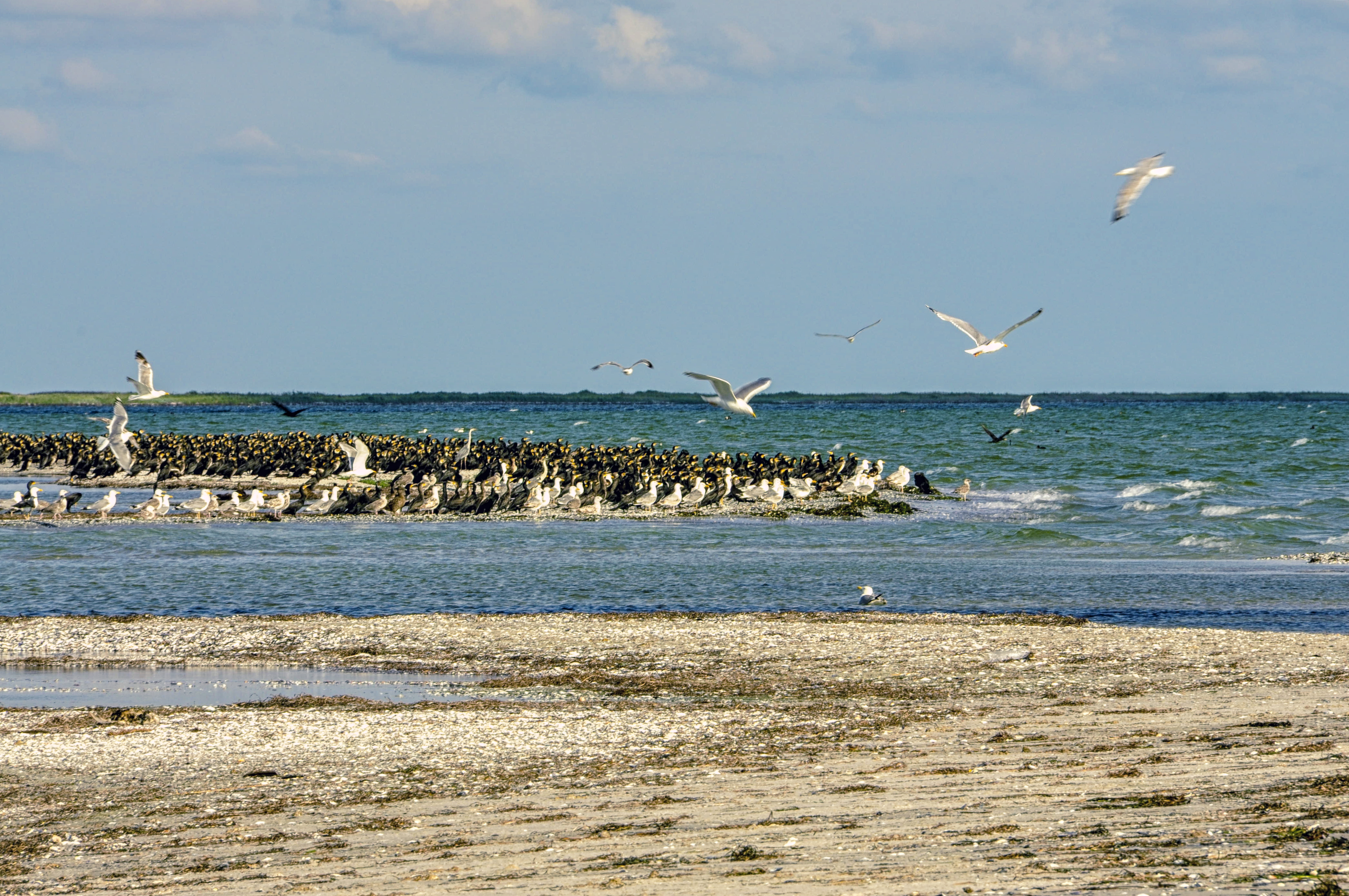
Птахи на косі
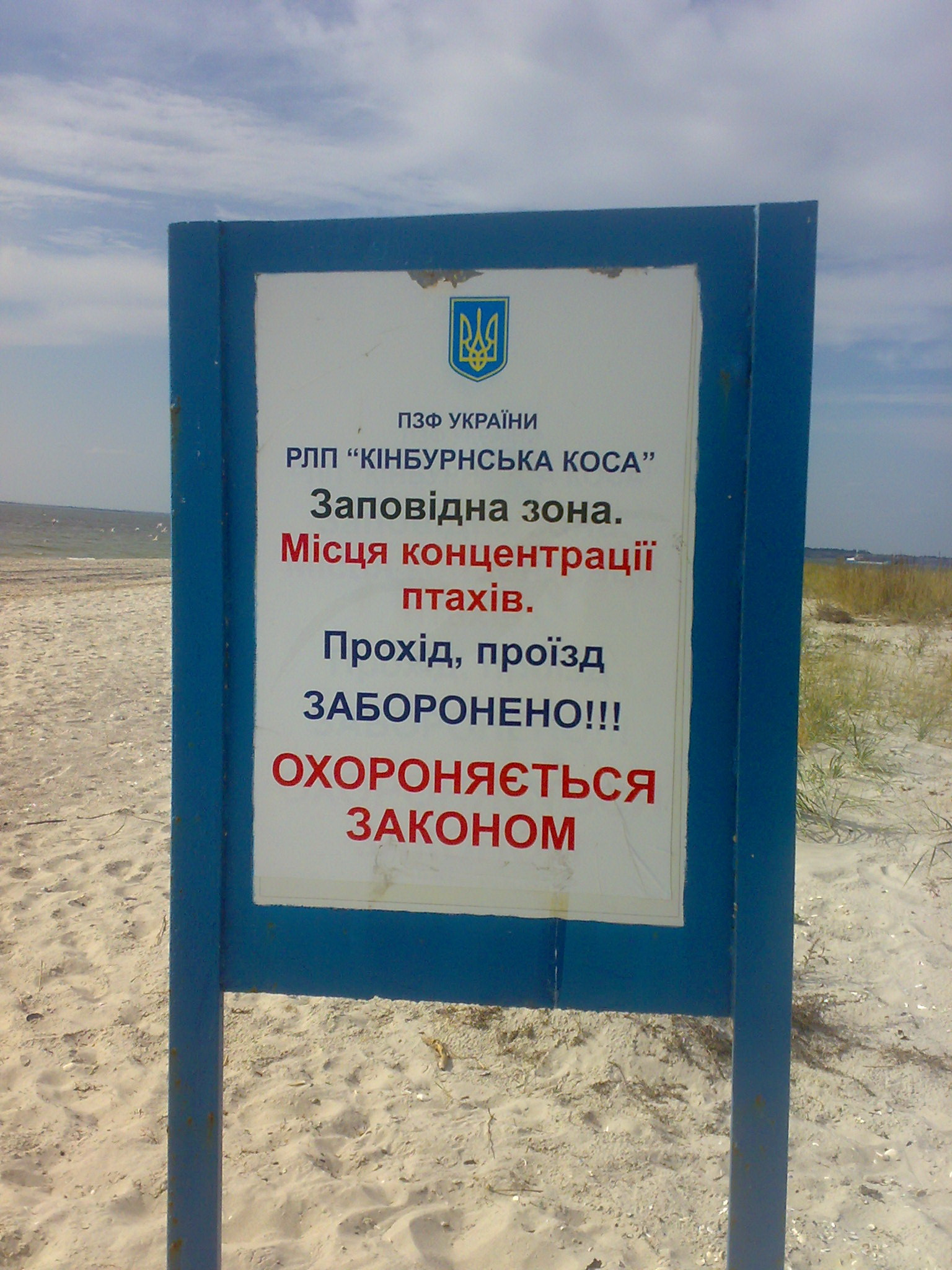
Попереджувальний знак
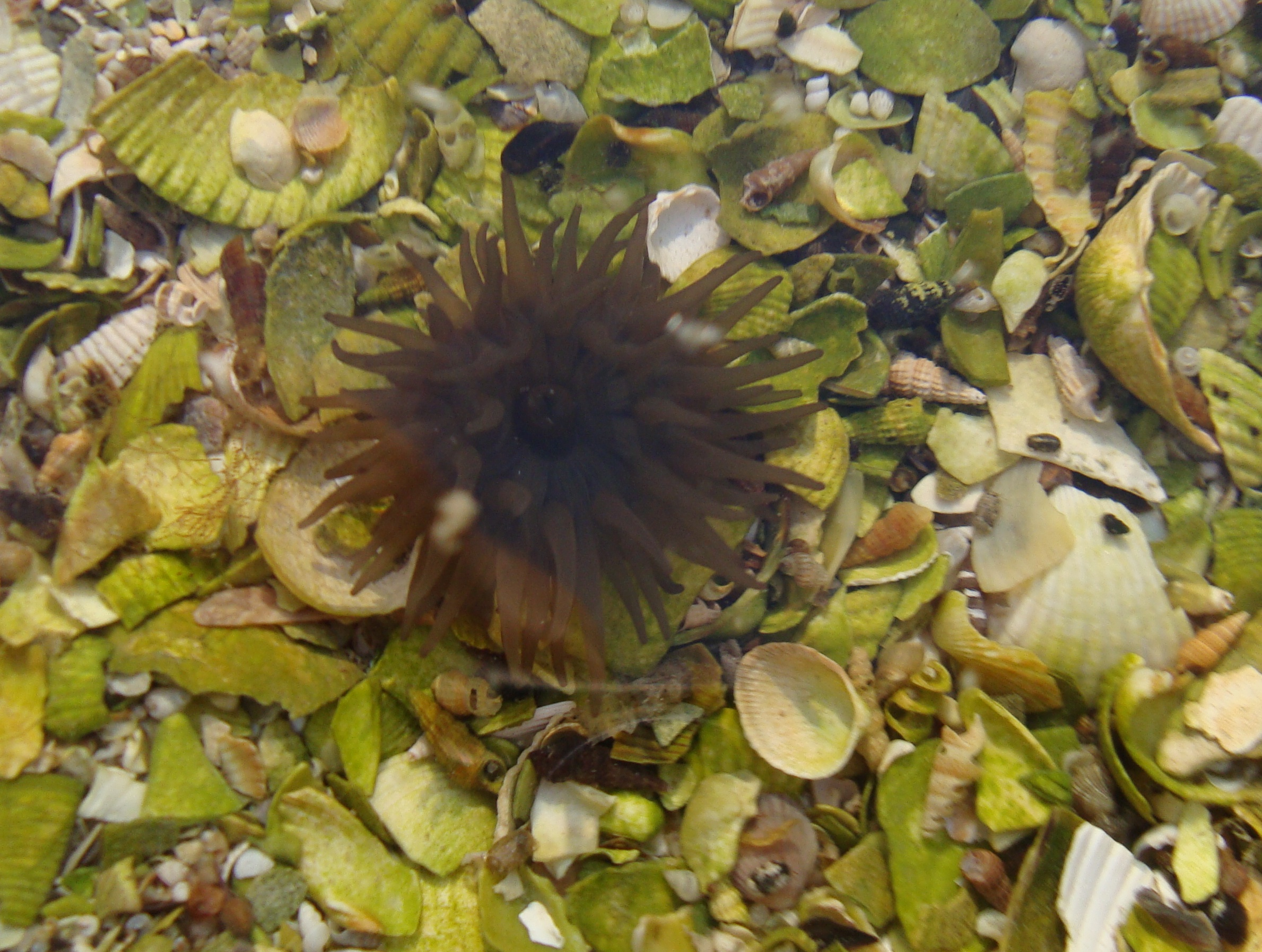
Актинія та мушлі біля коси